# Радомірешть (Олт)
Радомірешть, Радомірешті (рум. Radomirești) — село у повіті Олт в Румунії. Входить до складу комуни Радомірешть.
Село розташоване на відстані 118 км на захід від Бухареста, 42 км на південний схід від Слатіни, 72 км на схід від Крайови.

## Населення
За даними перепису населення 2002 року у селі проживали 1639 осіб, з них 1638 осіб (99,9%) румунів. Рідною мовою 1638 осіб (99,9%) назвали румунську.